# Ahn Chol
Ahn Chol (1971 o 1972) es el seudónimo de un periodista independiente que hizo el montaje de la película Children of the Secret State, una película que muestra las condiciones de los huérfanos en Corea del Norte. Ganó el premio Rory Peck en 2001 por su trabajo.